# Georgi Markov (haltérophilie)
Pour les articles homonymes, voir Guéorgui Markov et Markov.
Georgi Markov (né le 12 mars 1978 à Bourgas) est un haltérophile bulgare.

## Carrière
Georgi Markov participe aux Jeux olympiques de 2000 à Sydney et remporte la médaille d'argent dans la catégorie des -69 kg.